# 次碘酸
次碘酸（HIO）是用氧化汞与碘水混合时制得的。它很不稳定，迅速发生歧化反应：
5HIO → HIO3 + 2I2 + 2H2O
活泼的次碘酸盐可由碱金属氢氧化物与碘单质反应制得。它们也能迅速歧化成碘化物和碘酸盐。
理论上次碘酸是很强的消毒剂，因为碘和水的反应与氯气和水的反应类似。